# Jonás Ramalho
Jonás Ramalho Chimeno (Barakaldo, 10 juni 1993) is een Spaans-Angolese voetballer afkomst die doorgaans als centrale verdediger speelt. Hij verruilde Málaga in juli 2023 voor Ohod. Ramalho debuteerde in 2020 in het Angolees voetbalelftal.

## Clubcarrière
Ramalho stroomde door vanuit de jeugd van Athletic Bilbao en speelde op veertienjarige leeftijd voor het eerst mee in het eerste elftal, in een vriendschappelijke wedstrijd. Op 16 december 2009 zat hij op de bank tijdens duel in de Europa League tegen Werder Bremen. Ramalho maakte op 20 november 2011 zijn debuut in de Primera División, tegen Sevilla. Hij mocht vijf minuten voor tijd invallen. Zijn debuut in de (voorronden van de) Europa League volgde op 2 augustus 2012, tegen Slaven Belupo Koprivnica.
Het lukte Ramalho niet om door te breken bij Athletic Bilbao. Dat verhuurde hem daarom in zowel 2014/15 als 2015/16 aan Girona, op dat moment actief in de Segunda División. Hierin speelde hij in die periode 61 wedstrijden. Girona nam hem in juli 2016 vervolgens transfervrij over. Ramalho promoveerde in 2016/17 met zijn team naar de Primera División. Twee jaar daarna keerde hij met Girona terug naar het tweede niveau.
Ramalho speelde opnieuw anderhalf jaar met Girona in de Segunda División en vertrok in februari 2021 op huurbasis naar Osasuna. Dit was een terugkeer naar de Primera División, maar spelen deed hij er zelden. Dit veranderde ook niet nadat hij in juli 2021 definitief overstapte. Ramalho tekende in juli 2022 transfervrij bij Málaga. Hier kwam hij wel aan spelen toe, maar degradeerde hij in 2022/23 naar de Primera Federación. Ramalho tekende in juli 2023 bij Ohod, waarmee hij op het tweede niveau van Saoedi-Arabië ging spelen.

## Interlandcarrière
Ramalho kwam uit voor diverse Spaanse jeugdelftallen. Hij bereikte met Spanje –17 de finale van het EK –17 van 2010. Met Spanje –19 won hij zowel het EK –19 van 2011 als het EK –19 van 2012. Waar hij op het eerste toernooi alleen een groepswedstrijd speelde, speelde hij een jaar later vier van de vijf wedstrijden van de Spanjaarden. Ramalho debuteerde op 13 oktober 2020 in het Angolees voetbalelftal tijdens een 3–0 overwinning op Mozambique.

## Trivia
Ramalho was de eerste gekleurde speler ooit in het eerste elftal van Athletic Bilbao. Dat was voornamelijk te wijten aan het feit dat Bilbao alleen spelers die zijn geboren in Baskenland en spelers met Baskische ouders gebruikt. Ramalho werd geboren als zoon van een Baskische moeder en een Angolese vader.

## Erelijst
| Europees kampioen –19 | 2x | 2011, 2012 |